# Meskerem Mamo
Meskerem Mamo (Etiopía, 13 de abril de 1999) es una atleta etíope, especialista en la prueba de 5000 m, en la que logró ser medallista de bronce africana en 2018

## Carrera deportiva
En el Campeonato Africano de Atletismo de 2018 celebrado en Asaba (Nigeria) ganó la medalla de bronce en los 5000 metros, con un tiempo de 15:57.38 segundos, tras la atleta keniana Hellen Obiri (oro con 15:47.18 segundos) y su compatriota Senbere Teferi (plata con 15:54.48 segundos).